# Test Kołmogorowa-Smirnowa

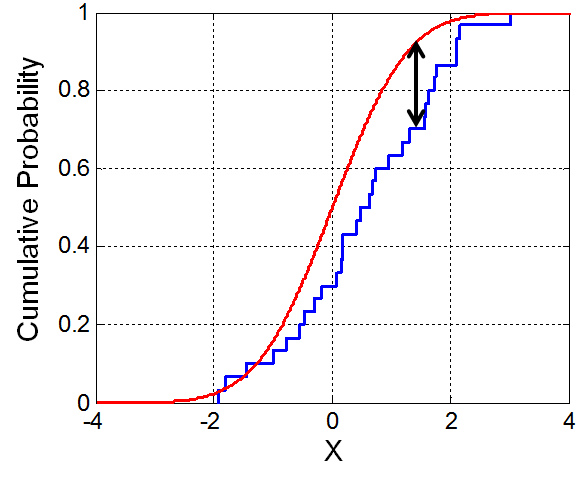
Wykres przedstawiający przykład testu Kołmogorowa-Smirnowa

Test Kołmogorowa-Smirnowa – test nieparametryczny używany do porównywania rozkładów jednowymiarowych cech statystycznych. Istnieją dwie główne wersje tego testu – dla jednej próby i dla dwóch prób.
Test dla jednej próby (zwany też testem zgodności λ Kołmogorowa) sprawdza, czy rozkład w populacji dla pewnej zmiennej losowej różni się od założonego rozkładu teoretycznego, gdy znana jest jedynie pewna skończona liczba obserwacji tej zmiennej (próba statystyczna). Często wykorzystywany jest on w celu sprawdzenia, czy zmienna ma rozkład normalny. Dla celów testowania normalności zostały dokonane w teście drobne usprawnienia, znane jako test Lillieforsa.
Istnieje też wersja testu dla dwóch prób, pozwalająca na porównanie rozkładów dwóch zmiennych losowych. Jego zaletą jest wrażliwość zarówno na różnice w położeniu, jak i w kształcie dystrybuanty empirycznej porównywanych próbek.

## Statystyka Kołmogorowa-Smirnowa
Dystrybuanta empiryczna {\displaystyle F_{n}} dla n-elementowej próby jest zdefiniowana jako funkcja:
{\displaystyle F_{n}(x)={\frac {1}{n}}\sum _{i=1}^{n}I_{X_{i}\leqslant x},}
gdzie:
- {\displaystyle X_{i}} to wartość zmiennej {\displaystyle X} dla {\displaystyle i}-tej obserwacji.
- {\displaystyle I_{X_{i}\leqslant x}} to funkcja charakterystyczna (tu: przyjmująca wartość jeden gdy {\displaystyle X_{i}\leqslant x} i zero w przeciwnym wypadku).

Statystyka Kołmogorowa-Smirnowa dla danej dystrybuanty teoretycznej {\displaystyle F(x)} jest dana wzorem:
{\displaystyle D_{n}=\sup _{x}|F_{n}(x)-F(x)|.}
Na mocy twierdzenia Gliwienki-Cantellego, jeśli próba pochodzi z rozkładu o dystrybuancie {\displaystyle F(x),} to {\displaystyle D_{n}} dąży prawie wszędzie do zera. Kołmogorow wzmocnił ten wynik stwarzając efektywną metodę oceny tej zbieżności (zobacz niżej). Twierdzenie Donskera dostarcza jednak jeszcze silniejszego wyniku.

## Rozkład Kołmogorowa
Rozkład Kołmogorowa to rozkład zmiennej losowej
{\displaystyle K=\sup _{t\in [0,1]}|B(t)|,}
gdzie {\displaystyle B(t)} jest mostem Browna. Dystrybuanta {\displaystyle K} jest dana przez
{\displaystyle \operatorname {Pr} (K\leqslant x)=1-2\sum _{i=1}^{\infty }(-1)^{i-1}e^{-2i^{2}x^{2}}={\frac {\sqrt {2\pi }}{x}}\sum _{i=1}^{\infty }e^{-(2i-1)^{2}\pi ^{2}/(8x^{2})}.}

## Test dla jednej próby
W warunkach hipotezy zerowej, gdy próba pochodzi z rozkładu teoretycznego {\displaystyle F(x),} wówczas:
{\displaystyle {\sqrt {n}}D_{n}{\xrightarrow {n\to \infty }}\sup _{t}|B(F(t))|}
(zbieżność według rozkładu), gdzie {\displaystyle B(t)} jest mostem Browna.
Jeśli {\displaystyle F} jest ciągła, wówczas w warunkach hipotezy zerowej {\displaystyle {\sqrt {n}}D_{n}} dąży do rozkładu Kołmogorowa, niezależnie od {\displaystyle F.} Ten wynik znany jest też jako twierdzenie Kołmogorowa.
Test Kołmogorowa-Smirnowa jest konstruowany z użyciem obszaru krytycznego rozkładu Kołmogorowa.
Hipoteza zerowa jest odrzucana na poziomie {\displaystyle \alpha ,} jeśli
{\displaystyle {\sqrt {n}}D_{n}>K_{\alpha },}
gdzie {\displaystyle K_{\alpha }} jest dane przez:
{\displaystyle \operatorname {Pr} (K\leqslant K_{\alpha })=1-\alpha .}
Asymptotyczna moc tego testu wynosi 1. Jeśli forma lub parametry {\displaystyle F(x)} są wyznaczane z {\displaystyle X_{i},} nierówność może nie być prawdziwa. W tym przypadku konieczne jest zastosowanie metody Monte Carlo lub innych algorytmów.
Bardziej znaną formą tego testu jest:
{\displaystyle D_{n}>{\frac {K_{\alpha }}{\sqrt {n}}}.}

## Test dla dwóch prób
Test Kołmogorowa-Smirnowa może być także użyty do sprawdzenia, czy dwa jednowymiarowe rozkłady prawdopodobieństwa różnią się od siebie. W takim przypadku statystyką Kołmogorowa-Smirnowa jest:
{\displaystyle D_{n,n'}=\sup _{x}|F_{n}(x)-F_{n'}(x)|,}
a hipoteza zerowa jest odrzucana na poziomie {\displaystyle \alpha ,} gdy
{\displaystyle {\sqrt {\frac {nn'}{n+n'}}}D_{n,n'}>K_{\alpha }.}

## Przedział ufności dla kształtu dystrybuanty
Chociaż test Kołmogorowa-Smirnowa jest zwykle używany do sprawdzania, czy dana dystrybuanta teoretyczna {\displaystyle F(x)} opisuje rozkład populacji, z której wylosowano próbę o dystrybuancie empirycznej {\displaystyle F_{n}(x),} jednak procedura może być odwrócona w celu uzyskania przedziału ufności dla samej funkcji {\displaystyle F(x).} Wybierając wartość krytyczną dla statystyki testowej {\displaystyle D_{\alpha }} taką, że {\displaystyle P(D_{n}>D_{\alpha })=\alpha ,} uzyskujemy pas o promieniu {\displaystyle D_{\alpha }} wokół {\displaystyle F_{n}(x),} który całkowicie zawiera {\displaystyle F(x)} z prawdopodobieństwem {\displaystyle 1-\alpha .}